# Serventes del Santíssim Sagrament
Les Serventes del Santíssim Sagrament són una congregació religiosa catòlica femenina de germanes, contemplativa, però no de clausura, centrada en l'adoració de l'Eucaristia.
Va ser fundada a París el 25 de maig de 1858 per Pierre-Julien Eymard (1811-1868) i Marguerite Guillot, com a branca femenina de la Congregació de Preveres del Santíssim Sagrament. Com aquests, els seus membres posposen al seu nom les sigles S.S.S.
El seu objectiu és la devoció a l'Eucaristia com a font i finalitat de la vida de l'Església. S'ocupen de l'apostolat, pastoral, cursos i retirs, etc., a més d'assistència a necessitats.
Són presents al Canadà, Estats Units, Brasil, França, Itàlia, Països Baixos, Austràlia, Filipines i el Vietnam.